# Rémy Belleau
Rémy Belleau (Nogent-le-Rotrou, 1528 – Parigi, 1577) è stato un poeta francese rinascimentale.

## Biografia

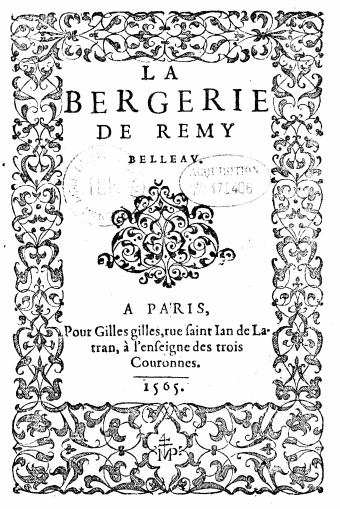
Copertina de la Bergerie, 1565

Nacque in una famiglia nobile appartenente al casato della Lorena, ma di scarsi mezzi economici a disposizione. Nonostante questo handicap, riuscì ugualmente a compiere intensi studi umanistici grazie al contributo del protettore Chrétophle de Choiseul ed a perfezionarsi sotto la guida di George Buchanan e di Marc Antoine Muret presso il collegio parigino di Boncourt.
Quando era ancora studente strinse amicizia con un gruppo di giovani poeti, quali Jean Bastier de La Péruse, Étienne Jodelle, Jean de La Taille e Pierre de Ronsard che in breve tempo lo introdussero nel circolo di giovani letterati d'avanguardia ribattezzato: "La Pléiade".
La sua attività parigina divenne intensa e nel 1553 recitò come attore nell'opera teatrale Cléopatre captive firmata da Jodelle, invece due anni dopo partecipò come traduttore alla Dialectique di Petrus Ramus e soprattutto si distinse per le sue traduzioni delle opere di Saffo  e del Cantico dei cantici.
Il suo debutto come autore risalì al 1556 con l'ode intitolata Les Petites Inventions, costituita da una parte dalla traduzione delle Odes d'Anacreon Teien poète grec dello pseudo-Anacreonte della tradizione rinascimentale,  e dall'altra da inni originali dedicati a elementi della natura, della flora e della fauna.
Nel biennio 1556-1557 Belleau seguì il duca di Guisa in una campagna militare in Italia, dove ebbe l'occasione di approfondire le sue conoscenze letterarie.
Al suo rientro in patria, troverà la protezione del fratello del duca, il marchese d'Elbeuf, assumendo così l'incarico di precettore del figlio e rimanendo all'interno della sua orbita fino alla morte.
Nella sua definita residenza di Joinville, Belleau si occupò di traduzioni importanti, come quella del poema pastorale Arcadia scritto dall'italiano Sannazzaro, intitolato La Bergerie nella versione francese (1565), composto anche da una seconda parte originale aggiunta da Belleau, nella quale l'autore manifestò il suo amore per la campagna e per i sentimenti.
Nel 1576 produsse uno dei suoi capolavori, Les Amours et Nouveaux Eschanges des pierres précieuses, vertus et propriétés d'icelles, una descrizione poetica delle bellezze della natura e delle loro virtù ispirata dai cataloghi dei naturalisti e degli scrittori medioevali e rinascimentali.
Le opere di Belleau complete furono pubblicate, postume, a partire dal 1578, e compresero nuovi inni, traduzioni, canti, poesie, ed una discreta commedia, La Reconnue, scritta nel 1563.

## Pensiero e tendenze letterarie
Belleau rappresentò il modello esemplare dell'umanista, poiché ricercò l'ispirazione nel passato cogliendo a piene mani dai classici (Ovidio, Eschilo, ecc.), e quindi nel suo lavoro condivise la tendenza della Pléiade di considerare, nel momento creativo, l'arte prioritaria rispetto all'ispirazione.
La Bergerie, attraverso la quale introdusse la poesia bucolica in Francia, risultò un contenitore di traduzioni di frammenti di varie opere e di vari autori, dai Libri di Samuele ad Arato e Giobbe, oltre ad un campionario di sogni, speranze e pensieri sulle disavventure belliche.
Belleau già da questa opera manifestò gli elementi costituenti la sua arte, quali una sensibilità universale e una profonda asprirazione a rintracciare il senso della vita e del mondo. E quindi la sua opera Les Amours... , dedicata alla descrizione delle virtù mediche delle pietre, si caratterizzò per un'atmosfera panteistica.

## Opere principali
- La Bergerie, Parigi, 1565;
- Chant pastoral de la paix, Parigi, 1559;
- Épithalame sur le mariage de Monseigneur le duc de Lorraine et de Madame Claude, fille du roy, chanté par les nymphes de Seine et de Meuse, Parigi, 1559;
- Sylva cui titulus Veritas fugiens ex R. Bellaquei gallicis versibus latina facta a Florente Christiano, Lutetiæ, 1561;
- Les Amours et nouveaux échanges des pierres précieuses, Parigi, 1576.